# Igor Agarunov
Igor Agarunov (né le 19 mars 1983 à Grand Forks, Colombie-Britannique au Canada) est un joueur professionnel canadien de hockey sur glace.

## Carrière de joueur
Il débuta en Hockey junior avec les Thunderbirds de Seattle lors de la saison 1999-2000, mais connut ses premiers succès en 2002 alors qu'il aida son équipe, le Ice de Kootenay, à remporter la Coupe Memorial.
En 2004-2005, il se joignit aux Bucks de Laredo pour y entreprendre sa carrière professionnelle. À sa première saison, il inscrira 23 points dont 14 buts. La saison suivante, sa production offensive diminua mais il fut tout de même un élément important dans la conquête du championnat de la Ligue centrale de hockey par son équipe. En 2008-2009, il entreprendra sa cinquième saison avec les Bucks.

## Statistiques
| Saison      | Équipe                  | Ligue          |     | Saison régulière | Saison régulière | Saison régulière | Saison régulière | Saison régulière |   | Séries éliminatoires | Séries éliminatoires | Séries éliminatoires | Séries éliminatoires | Séries éliminatoires |
| Saison      | Équipe                  | Ligue          | PJ  | B                | A                | Pts              | Pun              | PJ               | B | A                    | Pts                  | Pun                  |                      |                      |
| 1999-2000   | Thunderbirds de Seattle | LHOu           | 5   | 0                | 0                | 0                | 0                | -                | - | -                    | -                    | -                    |                      |                      |
| 2000-2001   | Thunderbirds de Seattle | LHOu           | 38  | 3                | 1                | 4                | 20               | -                | - | -                    | -                    | -                    |                      |                      |
| 2001-2002   | Thunderbirds de Seattle | LHOu           | 8   | 0                | 0                | 0                | 2                | -                | - | -                    | -                    | -                    |                      |                      |
| 2001-2002   | Ice de Kootenay         | LHOu           | 50  | 5                | 10               | 15               | 27               | 22               | 4 | 1                    | 5                    | 11                   |                      |                      |
| 2002        | Ice de Kootenay         | Coupe Memorial | -   | -                | -                | -                | -                |                  |   |                      |                      |                      |                      |                      |
| 2002-2003   | Ice de Kootenay         | LHOu           | 72  | 12               | 20               | 32               | 34               | 11               | 0 | 3                    | 3                    | 14                   |                      |                      |
| 2003-2004   | Ice de Kootenay         | LHOu           | 72  | 12               | 20               | 32               | 47               | 4                | 1 | 0                    | 1                    | 2                    |                      |                      |
| 2004-2005   | Bucks de Laredo         | LCH            | 51  | 14               | 9                | 23               | 33               | 16               | 1 | 1                    | 2                    | 6                    |                      |                      |
| 2005-2006   | Bucks de Laredo         | LCH            | 55  | 6                | 6                | 12               | 29               | 10               | 2 | 1                    | 3                    | 4                    |                      |                      |
| 2006-2007   | Bucks de Laredo         | LCH            | 64  | 15               | 23               | 38               | 32               | 13               | 0 | 1                    | 1                    | 10                   |                      |                      |
| 2007-2008   | Bucks de Laredo         | LCH            | 58  | 9                | 13               | 22               | 57               | 11               | 5 | 6                    | 11                   | 4                    |                      |                      |
| 2008-2009   | Bucks de Laredo         | LCH            | 64  | 19               | 16               | 35               | 30               | 6                | 0 | 1                    | 1                    | 4                    |                      |                      |
| 2009-2010   | Bucks de Laredo         | LCH            | 53  | 5                | 10               | 15               | 56               | 7                | 0 | 1                    | 1                    | 4                    |                      |                      |
| Totaux LCH  | Totaux LCH              | Totaux LCH     | 345 | 68               | 77               | 145              | 237              | 53               | 8 | 11                   | 19                   | 32                   |                      |                      |
| Totaux LHOu | Totaux LHOu             | Totaux LHOu    | 245 | 32               | 51               | 83               | 112              | 37               | 5 | 4                    | 9                    | 27                   |                      |                      |

## Trophées et honneurs personnels
- Coupe Memorial
  - 2002 : remporta la Coupe Memorial avec le Ice de Kootenay.
- Ligue centrale de hockey
  - 2006 : remporta la Coupe du Président Ray Miron avec les Bucks de Laredo.